# Тернопільська окружна військова команда
Тернопільська окружна військова команда (ТОВК) — одна з 12 окружних військових команд УГА.
Сформована за наказом державного секретаря військових справ ЗУНР Дмитра Вітовського 13 листопада 1918, діяла до переходу УГА за Збруч у середині липня 1919.
Територіально охоплювала Збаразький, Скалатський, Тернопільський і Теребовлянський повіти.
Для створення Чортківської окружної військової команди винавчальний корпус використував базу австрійського 15-го піхотного полку.
Першим командантом Тернопільської ОВК став отаман Никифор Гірняк (до його прибуття обов'язки виконував Григорій Ракочий), з 30 листопада — підполковник Володимир Федорович.
Старши́ни (зокрема): отаман Степан Брикович, сотники С. Білас, Микола Сіяк, поручники Михайло Дацків, Микола Малицький, Євген Ґубіцький.
До Тернопільської окружної військової команди належали:
- кіш — 1-й подільський полк імені С. Петлюри
- коші запасних полків піхоти, артилерії та кінноти,
- вишкіл,
- команда жандармерії,
- булавна сотня,
- окружний військовий суд,
- військова команда Тернополя
- у грудні 1918 заснована школа телеграфістів.

Окремими завданням ТОВК було формування Летунського відділу УГА.
У червні-липні 1919 на базі Тернопільської окружної військової команди формували 18-у (Тернопільську) і 21-у (Збаразьку) бригади, а також Жидівський курінь УГА.